# Jesper Myrenberg
Erik Jesper Myrenberg, född 8 april 2000 i Täby, Stockholms län, är en svensk professionell ishockeymålvakt som spelar för Linköping HC i Svenska Hockeyligan.  Hans moderklubb är IFK Täby. 2016 började han spela juniorishockey för Linköping HC, vilka han tog ett JSM-silver med säsongen 2018/19. Samma säsong gjorde han seniordebut och spelade två matcher som utlånad till Västerås IK i Hockeyallsvenskan. Den följande säsongen värvades han till Västerås, där han tillbringade två säsonger. Han spelade sedan för HC Vita Hästen under en säsong, innan han återvände till Linköping. Myrenberg avslutade säsongen 2022/23 som utlånad till Djurgårdens IF i Hockeyallsvenskan.
Han är äldre bror till ishockeyspelaren Jonathan Myrenberg.

## Karriär

### 2015–2019: Ungdoms- och juniorår
Myrenberg påbörjade sin ishockeykarriär i moderklubben IFK Täby, med vilka han spelade för fram till säsongen 2015/16. 2015 representerade han Stockholm Nord i TV-pucken, där han tog ett silver. Därefter kom han in på hockeygymnasiet i Linköping där han under tre säsonger spelade i klubbens J18- och J20-lag. 2016/17 tog Myrenberg ett SM-brons med Linköping J18. Säsongen 2017/18 spelade han främst för Linköpings J20-lag, där han var en av de bästa målvakterna i J20 SuperElit; han hade bäst genomsnitt i insläppta mål (1.82) och hade bäst räddningsprocent i den södra gruppen (92.8).
Säsongen 2018/19 var Myrenbergs sista som junior. Han utsågs till J20 SuperElits bästa målvakt, där han i den södra gruppen hade bäst genomsnitt i insläppta mål (1.66) och bäst räddningsprocent (93.5). I slutspelet tog sig laget ända till final, där man dock föll mot Modo Hockey med 4–2. Under denna säsong spelade Myrenberg fyra sekunder i SHL och i december 2018 var han under en kort period utlånad till Västerås IK i Hockeyallsvenskan. Han gjorde debut i serien den 15 december 2018, via ett inhopp i slutet av en förlustmatch mot Västerviks IK. Han spelade sin första match från start den 29 december samma år och räddade 32 skott i en 3–1-förlust mot Södertälje SK.

### Från 2019: Etablering i Hockeyallsvenskan och SHL
Den 15 april 2019 stod det klart att Myrenberg lämnat Linköping då han skrivit ett tvåårsavtal med Västerås IK. Den 23 oktober samma år höll han för första gången nollan i Hockeyallsvenskan, i en 0–1-seger mot HC Vita Hästen. Under säsongen delade han målvaktssysslan med Emil Kruse och spelade totalt 29 grundseriematcher för Västerås. På grund av Covid-19-pandemin ställdes säsongen in i förtid. Säsongen 2020/21 höll Myrenberg nollan vid ett tillfälle och spelade 26 matcher i grundserien. Laget, som slutade på sjunde plats i tabellen slog i det följande slutspelet ut Almtuna IS i play in (2–0), innan man själva besegrades i kvartsfinalserien mot BIK Karlskoga med 3–1 i matcher. Myrenberg fick speltid i tre av dessa slutspelsmatcher.
Den 9 juli 2021 bekräftades det att Myrenberg skrivit ett ettårskontrakt med HC Vita Hästen. I Vita Hästen bildade Myrenberg målvaktspar med Adam Ohre och spelade 29 grundseriematcher. Laget slutade på elfte plats i grundserien och missade därmed slutspelet.
Efter tre säsonger i andra lag stod det den 8 april 2022 klart att Myrenberg återvänt till Linköping HC. Säsongen 2022/23 agerade han andramålvakt i klubben bakom Marcus Högberg. Den 1 oktober 2022 spelade han sin första hela SHL-match, som slutade med en 3–2-förlust mot Rögle BK. Den 3 november samma år bärgade han sin första seger i SHL då Malmö Redhawks besegrades med 3–5. I december 2022 bekräftades det att Myrenberg registrerats som namngiven målvakt till Djurgårdens IF i Hockeyallsvenskan och därför hade möjlighet att gå fritt mellan de båda klubbarna för återstoden av säsongen. Totalt spelade han elva SHL-matcher för Linköping, som misslyckades att ta sig till SM-slutspel. I april 2023 blev han kallad till Djurgårdens IF då deras ena målvakt Carl Lindbom ådragit sig en skada. Myrenberg var sedan backup åt Matthew Galajda då laget tagit sig till semifinal i Hockeyallsvenskans slutspel. Även Galajda ådrog sig sedan en skada, varpå Myrenberg fick spela återstoden av Djurgårdens matcher i slutspelet. Laget besegrade till slut IF Björklöven med 4–2 i matcher och ställdes sedan mot Modo Hockey i final. Djurgården hämtade upp ett 3–1-underläge och kvitterade matchserien, men föll sedan i den sjunde och avgörande matchen.
Även säsongen 2023/2024 var Myrenberg given backup för Högberg. Den 30 november 2023 höll han sin första nolla någonsin i SHL, då Modo Hockey besegrades med 4–0. Han fick även stå den efterföljande matchen och höll sin andra nolla i följd då även Leksands IF besegrades med 4–0 den 2 december. Dessförinnan hade Myrenberg, den 19 oktober 2023, förlängt sitt avtal med Linköping med ytterligare två säsonger. Totalt spelade han 13 grundseriematcher för Linköping och efter att Högberg ådragit sig en sjukdom inför SM-slutspelet blev Myrenberg klubbens förstaval som målvakt. Linköping slogs dock ut i fyra raka matcher i kvartsfinalserien mot Skellefteå AIK.
Säsongen 2024/25 inledde Myrenberg som andremålvakt bakom Christian Heljanko. Kring årsskiftet började dock Myrenberg få fler starter för Linköping och tog snart över som klubbens förstemålvakt. Han fick istid i 28 grundseriematcher och höll nollan vid tre av dessa.

## Statistik
M = Matcher; V = Vinster; F = Förluster; MIN = Spelade minuter; IM = Insläppta Mål; R = Antal räddningar; N = Hållit nollan; GIM = Genomsnitt insläppta mål per match; R% = Räddningsprocent
| 2018–19                  | Linköping HC             | SHL                      | 1  | 0  | 0  | 0     | 0   | 0     | 0 | 0    | —     | —  | — | — | —   | —  | —   | — | —    | —     |
| 2018–19                  | Västerås IK              | HA                       | 2  | 0  | 1  | 76    | 5   | 35    | 0 | 3.94 | 87.50 | —  | — | — | —   | —  | —   | — | —    | —     |
| 2019–20                  | Västerås IK              | HA                       | 29 | 17 | 10 | 1 648 | 65  | 753   | 1 | 2.37 | 92.05 | 1  | 1 | 0 | 60  | 2  | 27  | 0 | 2.00 | 93.10 |
| 2020–21                  | Västerås IK              | HA                       | 26 | 12 | 11 | 1 492 | 68  | 615   | 1 | 2.73 | 90.04 | 3  | 2 | 0 | 154 | 6  | 49  | 0 | 2.34 | 89.09 |
| 2021–22                  | HC Vita Hästen           | HA                       | 29 | 9  | 19 | 1 690 | 93  | 853   | 0 | 3.30 | 90.17 | —  | — | — | —   | —  | —   | — | —    | —     |
| 2022–23                  | Linköping HC             | SHL                      | 11 | 2  | 7  | 623   | 33  | 269   | 0 | 3.18 | 89.07 | —  | — | — | —   | —  | —   | — | —    | —     |
| 2022–23                  | Djurgårdens IF           | HA                       | —  | —  | —  | —     | —   | —     | — | —    | —     | 10 | 6 | 3 | 577 | 28 | 256 | 0 | 2.91 | 90.14 |
| 2023–24                  | Linköping HC             | SHL                      | 13 | 6  | 7  | 775   | 37  | 376   | 2 | 2.86 | 91.04 | 4  | 0 | 4 | 321 | 12 | 121 | 0 | 2.24 | 90.98 |
| 2024–25                  | Linköping HC             | SHL                      | 28 | 13 | 14 | 1 570 | 62  | 649   | 3 | 2.37 | 91.28 | —  | — | — | —   | —  | —   | — | —    | —     |
| Hockeyallsvenskan totalt | Hockeyallsvenskan totalt | Hockeyallsvenskan totalt | 86 | 38 | 41 | 4 906 | 231 | 2 256 | 2 | 2.83 | 90.71 | 14 | 9 | 3 | 791 | 36 | 332 | 0 | 2.73 | 90.22 |
| SHL totalt               | SHL totalt               | SHL totalt               | 53 | 21 | 28 | 2 968 | 132 | 1 294 | 5 | 2.66 | 90.74 | 4  | 0 | 4 | 321 | 12 | 121 | 0 | 2.24 | 90.98 |